# Tapeinosperma repandulum
Tapeinosperma repandulum är en viveväxtart som först beskrevs av Ferdinand von Mueller, och fick sitt nu gällande namn av Jackes. Tapeinosperma repandulum ingår i släktet Tapeinosperma och familjen viveväxter. Inga underarter finns listade i Catalogue of Life.